# Rodrigo Castro Orellana
Rodrigo Castro Orellana (Santiago de Chile, 1972) es un académico e investigador hispano-chileno. Actualmente es profesor titular en la Facultad de Filosofía de la Universidad Complutense de Madrid. Sus principales líneas de investigación son el pensamiento posestructuralista francés, la filosofía contemporánea, las corrientes actuales de la filosofía latinoamericana y las teorías postcoloniales. Sus aportes teóricos lo sitúan como un importante representante del pensamiento foucaultiano.

### Trayectoria académica
Se doctoró por la Universidad Complutense de Madrid en 2005 con la tesis Ética para un rostro de arena: Michel Foucault y el cuidado de la libertad. Teórico especializado en el pensamiento filosófico contemporáneo, ha estado dedicado al estudio, la docencia y la investigación en el ámbito de la filosofía. Cuenta con numerosas publicaciones en revistas nacionales y extranjeras, y es autor y editor de más una decena de libros. Ha impartido cerca de un centenar de conferencias a lo largo del mundo, lo que le ha permitido tener un amplio reconocimiento internacional en el campo de los estudios foucaultianos. Es fundador y director ejecutivo de la Red Iberoamericana Foucault (https://iberofoucault.org/), director de la Revista de Estudios Foucaultianos “Dorsal”,director del Seminario Foucault Complutense,Coordinador del Comité Científico del World Congress “Foucault 40 Years After” y coeditor de Foucault Studies. También he realizado estancias de investigación y docencia internacionales en Chile, Brasil, Italia y Francia. Ha sido profesor en diferentes universidades chilenas entre 1995 y 2007. Desde el año 2018 imparte docencia en la Universidad Complutense de Madrid como profesor titular. Entre 2014 y 2021 desarrolló tareas como Vicedecano de la Facultad de Filosofía de la Universidad Complutense de Madrid. Desde el año 2022 es subdirector del Departamento de Filosofía y Sociedad.

### Línea de investigación
Su línea de investigación ha estado centrada en el estudio de la filosofía contemporánea, con una especial atención a la obra de Michel Foucault y a su lectura del neoliberalismo las tecnologías neoliberales de gobierno. Ha problematizado las diferentes teorías del populismo (Laclau, Dussel) y trabajado en la revisión crítica de los estudios postcoloniales y decoloniales desde la metodología genealógica foucaultiana. Actualmente despliega dos líneas de trabajo: una referida a los límites de las categorías de hegemonía y poshegemonía (desde Gramsci hasta la actualidad) y otra relacionada con la necesidad de una lectura micropolítica de los dispositivos neoliberales. Es director junto con José Luis Villacañas del Grupo de Investigación “Historia y Ontología del Presente”.

### Publicaciones

#### Libros y ediciones de libros (selección)
- Dispositivos neoliberales y resistencias. Barcelona: Herder, 2023.
- Rodrigo Castro, Emmanuel Chamorro (eds.). Para una crítica del neoliberalismo. Foucault y Nacimiento de la Biopolítica. Madrid: Lengua de Trapo, 2021.
- Rodrigo Castro Orellana; José Luis Villacañas Berlanga (eds.). Foucault y la historia de la filosofía. Madrid: Dado Ediciones, 2018.
- Rodrigo Castro Orellana (ed.). Poshegemonía. El final de un paradigma de la filosofía política en América Latina. Madrid: Biblioteca Nueva. 2015
- Foucault y el cuidado de la libertad: Ética para un rostro de arena. Santiago de Chile: LOM, 2008

#### Capítulos de libros (selección)
- “Neoliberalism and psychological suffering. The political potential of discontent”. En: Nuria Sánchez Madrid, Laura Quintana (eds.) Neoliberal techniques of social suffering: Political resistance and critical theory from Latin America and Spain. Maryland: Lexington books, 2023, pp. 65-83.
- “Una historia de la gubernamentalidad. Seguridad, territorio, población (1977-1978)”. En: José Luis Moreno Pestaña (ed.). Ir a clase con Foucault. Madrid: Siglo XXI, 2021, pp. 159-182
- “El retorno de la perplejidad. La pandemia como piedra de toque”. En: José Luis Villacañas(ed.). Pandemia. Ideas en la encrucijada. Madrid: Malpaso/Biblioteca Nueva, 2020, pp. 97-124
- “El lado oscuro de la decolonialidad: anatomía de una inflación teórica”. En: Gaya Makaran, Pierre Gaussens (Eds.). Piel blanca, máscaras negras. Crítica de la razón decolonial. México:Bajo Tierra, 2020, pp.67-104

#### Artículos en revistas científicas (selección recientes)
- «Théologie politique et pouvoir pastoral. Foucault contre Agamben». Laval théologique et philosophique, 79 (3) 2023, pp. 333-354. DOI: https://doi.org/10.7202/1107499ar
- «Recordar a Kropotkin. Contra el factor competencia». Isegoría. Revista de filosofía moral y política. Nº 69, julio-diciembre 2023.
- «Poshegemonía, multitud y neoliberalismo». Res publica. Revista de Historia de las
Ideas Políticas. Vol, 24, Nº 3, 2022
- «Dos historias de la crueldad. Epílogo al tratado segundo de La genealogía de la moral de F. Nietzsche». Logos. Anales del Seminario de Metafísica. Vol. 55, Nº1, 2022, pp. 25-36.
- «Apuntes críticos sobre el concepto de hegemonía en Dussel y Laclau». Alpha. Revista de Artes, Letras y Filosofía. Nº 48, julio de 2019, pp. 123-147 https://revistaalpha.com/index.php/alpha/article/view/621
- «Pensar el lugar del Otro. Colonialismo y metafísica caníbal». Tabula rasa. N° 28, junio de 2018, pp. 257-274 https://www.revistatabularasa.org/numero28/pensar-el-lugar-del-otro-colonialismo-y-metafisica-canibal/